# Seznam dep kolejových vozidel v Česku
Toto je seznam dep kolejových vozidel v Česku. 
Depa kolejových vozidel jako organizační jednotky Českých drah se skládaly z dalších provozních jednotek, středisek a pracovišť v oblasti, v nichž byly deponovány lokomotivy i železniční vozy a byla zajišťována jejich běžná údržba. Pod DKV patřili také strojvedoucí, jimž jsou na jednotlivých pracovištích přidělovány služby.
Každé DKV udržovalo vozidla z určité oblasti a určité typy vozidel. DKV řídil přednosta depa, který organizoval jeho provoz. 
Každé DKV mělo podřadná pracoviště: PJ (provozní jednotka) a PP (provozní pracoviště). Do každého DKV patřila určitá skupina vozidel, což bylo vyznačeno na bočnici vozidel. Osobní vozy byly označeny také pojmem DST (domovská stanice).
| obrázek | článek                                   | zeměpisné souřadnice             |
| ------- | ---------------------------------------- | -------------------------------- |
|         | Depo kolejových vozidel Brno             | 49°13′2″ s. š., 16°39′ v. d.     |
|         | Depo kolejových vozidel Louny            |                                  |
|         | Depo kolejových vozidel Olomouc          |                                  |
|         | Depo kolejových vozidel Ostrava          |                                  |
|         | Depo kolejových vozidel Plzeň            |                                  |
|         | Depo kolejových vozidel Praha            |                                  |
|         | Depo kolejových vozidel Ústí nad Labem   |                                  |
|         | Depo kolejových vozidel Česká Třebová    | 49°53′28″ s. š., 16°27′27″ v. d. |
|         | Depo kolejových vozidel České Budějovice | 48°57′52″ s. š., 14°29′31″ v. d. |

## Depo Praha
DKV Praha bylo největším DKV v České republice. Udržovalo regionální vozidla pro Praha, Ústecký kraj, Středočeský kraj a dálková vozidla na velkou část dálkových linek. Šlo o vozidla řad 110, 111, 141, 150, 162, 163, 371, 380, 440, 451, 452, 471, 680-Pendolino, 703, 704, 714, 742, 749, 754, 799, 810, 812, 814, 854 a řídící vozy + soupravy railjet. Nacházelo se v místě odstavného nádraží Praha-Jih. V jeho prostoru byly také odstavovány soupravy jiných DKV mezi výkony.

## Depo Plzeň
DKV Plzeň udržovalo vozidla pro Karlovarský kraj, Plzeňský kraj, Jihočeský kraj a Rakovnicko. V údržbě byly dálkové soupravy pro spojení Prahy s regiony, které obstarávalo a velké množství vozů v regionální dopravě. Specializovalo se na opravy vozidel řady 844-RegioShark. V údržbě byly také řady: 113, 210, 242, 362, 363, 650, 703, 704, 714, 721, 742, 750, 754, 799, 809, 810, 811, 814, 842 a řídící vozy.
DKV se nacházelo nedaleko od stanice Plzeň hlavní nádraží na trati do Blatna u Jesenice.

## Depo Brno
DKV Brno obstarávalo vozidla pro Jihomoravský kraj, Kraj Vysočina a Zlínský kraj. Toto depo se specializovalo na údržby jednotek Regio Panter a Inter Panter. V údržbě byly také řady: 210, 242, 263, 362, 363, 560, 640, 650, 660, 704, 714, 742, 750.7, 754, 799, 809, 810, 814, 841, 842, 854 + řídící vozy. 
Toto DKV se nacházelo v Brně ve čtvrti Maloměřice. 

## Depo Česká Třebová
DKV Česká Třebová udržovalo vozidla zejména pro osobní dopravu v Libereckém, Královéhradeckém a části Středočeského kraje, ale také spoje R (rychlík). V údržbě byly řady: 111, 141, 163, 181, 210, 440, 702, 703, 704, 714, 721, 742, 749, 750.7, 754, 771, 799, 810, 810, 814, 840, 841, 843, 844, 851, 854 + řídící vozy. Součástí tohoto DKV byl také „železniční hřbitov“.

## Depo Olomouc
DKV Olomouc udržovalo vozidla pro Olomoucký a Moravskoslezský kraj. Šlo o vozy řad 110, 111, 150, 151, 163, 460, 471, 640, 650, 700, 701, 702, 704, 705, 714, 742, 749, 750, 754, 799, 809, 810, 814, 842, 843 a 844 + řídící vozy.
- krajské hranice jsou jen orientační, protože spoje, na které vozidla jednotlivých dep zajíždějí tyto hranice mohou překračovat